# Triel-sur-Seine
 Triel-sur-Seine  es una población y comuna francesa, en la región de Isla de Francia, departamento de Yvelines, en el distrito de Saint-Germain-en-Laye y cantón de Triel-sur-Seine.

## Demografía
| 4766 | 5635 | 6944 | 7882 | 9615 | 11 097 |
| Para los censos de 1962 a 1999 la población legal corresponde a la población sin duplicidades (Fuente: INSEE [Consultar]) |      |      |      |      |        |